# Маршал Турции
Маршал Турции (тур. Türkiye Mareşalı) — высшее воинское звание в Сухопутных войсках и в ВВС Вооруженных сил Турции. Соответствует званию «Адмирал флота» в ВМС Турции. Является «пятизвёздным» званием (по применяемой в НАТО кодировке — OF-10).
Следует за званием «Генерал» и является высшим званием для военнослужащих Сухопутных войск и Военно-воздушных сил.

## История
Мушир — высшее воинское звание в Турецкой Республике в период с 1923 по 1934 годы. В соответствии со ст. 3 Закона № 2590 «Об упразднении титулов и званий» от 26 ноября 1934 года было решено именовать маршалами тех, кто имел звание мушира.

## Положение о звании
Звание Маршала Турции может быть присвоено только генералу за исключительные военные заслуги во время войны. Присвоение звания осуществляется Великим Национальным собранием Турции на основании «Закона о военнослужащих Вооружённых сил Турции».

## Носители звания
| № | Имя                    | Портрет | Годы жизни | Дата присвоения звания | Прим. |
| - | ---------------------- | ------- | ---------- | ---------------------- | ----- |
| 1 | Мустафа Кемаль Ататюрк |         | 1881—1938  | 19 сентября 1921       | [ 4 ] |
| 2 | Мустафа Февзи Чакмак   |         | 1876—1950  | 31 августа 1922        | [ 5 ] |